# Robert Motteux
Robert Colette Auguste Henri Ghislain Motteux (Sint-Jans-Molenbeek, 12 mei 1890 - Bukavu, 11 augustus 1954) was een Belgisch volksvertegenwoordiger.

## Levensloop
Tijdens de Eerste Wereldoorlog was Motteux officier in het Belgisch leger. In 1931 trouwde hij in Antwerpen met de achttien jaar jongere Joanna Van Bulck en ze kregen drie kinderen. 
Het gezin vestigde zich in Onze-Lieve-Vrouw-Lombeek in kasteel Rokkenborgh, dat hij kocht van een oom. Hij stelde zich kandidaat voor de gemeenteverkiezingen van 1932 en zijn lijst behaalde de meerderheid: 4 zetels, tegen drie voor de lijst geleid door Emiel Van Cauwelaert. Van 1933 tot 1938 was hij er burgemeester. Hij stichtte de harmonie Rex die de streek afliep als propaganda voor de partij. Hij slaagde er eveneens in Rex naar O.L.V.-Lombeek te halen om er op 10 juli 1938 een landdag te houden. Die dag droeg hij de burgemeesterssjerp op het Rex-uniform en bracht hij de Rexgroet die sterk op de Hitlergroet geleek. Hiervoor werd hij door de hogere overheid ontslagen als burgemeester, maar kon toch schepen blijven. 
Enkele dagen later besliste het college van burgemeester en schepenen (zijn partijgenoten) dat 'als blijvende herinnering en blijk van hulde voor al het goede dat hij tijdens zijn vijfjarig burgemeesterschap tot stand heeft gebracht' de Koollochtingstraat (langs zijn kasteel) voortaan de Robert Motteuxstraat zou heten. 
In 1936 werd hij volksvertegenwoordiger voor Rex voor het arrondissement Brussel.
Op 16 oktober 1938 behaalde zijn partij (genaamd de 'geiten') opnieuw de meerderheid en Robert Motteux kreeg de meeste voorkeurstemmen. Hij was echter nog voor twee jaar onverkiesbaar als burgemeester en bleef gemeenteraadslid, tot hij einde mei 1939 (na het ontslag van een partijgenoot) weer schepen werd. Enkele maanden later keerde hij zich af van de partijleiding van Rex, maar bleef toch sympathiseren met het gedachtegoed van de partij. 
In mei 1940 vluchtte hij met zijn gezin, maar was in juni terug. In maart 1941 nam burgemeester Lanckmans ontslag en Motteux werd met steun van de bezetter eerst dienstdoend burgemeester en op 12 december effectief benoemd. Hij had goede relaties met Duitse officieren die hij op het gemeentehuis of op zijn kasteel ontving. Dit gaf hem een voorkeursbehandeling voor het toekennen van subsidies, betoogde hij, en zo kon hij openbare werken uitvoeren door jonge mannen, die hierdoor ontsnapten aan verplichte tewerkstelling in Duitsland. 
In 1943 kwam hij in conflict met de Duitse overheid en diende ontslag in. Hij bleef nochtans in functie tot in september 1944. Door zijn medestanders werd hij geprezen om zijn goed bestuur. Volgens zijn tegenstanders handelde hij als een dictator. Zelf hield hij voor dat hij Lombeekse krijgsgevangenen had teruggebracht en de deportatie van werkweigeraars had voorkomen. Na de oorlog betoogde hij ook dat hij in 1942 100.000 fr. had geschonken aan het Verzet en dat zijn ontslag in 1943 afgedwongen was door de Duitsers en hij toch moest aanblijven door de nalatigheid van het ministerie. 
Na de Bevrijding werd hij opgepakt en vijf maanden gevangen gehouden. De Bestendige deputatie ontnam hem zijn gemeentelijk mandaat vanwege 'onvaderlandse daden'. Hij kon zich derhalve bij de gemeenteraadsverkiezingen van november 1946 geen kandidaat stellen. Zijn echtgenote kandideerde in zijn plaats. Ze werd verkozen, maar de groep verzeilde in de oppositie en ze nam ontslag. Emiel Van Cauwelaert werd dienstdoende en weldra effectieve burgemeester, en de Robert-Motteuxstraat werd weer Koollochtingstraat.
Kort daarop verdween het gezin Motteux uit het Pajottenland en vestigde zich in Belgisch-Congo, waar Motteux enkele jaren later overleed.

## Publicatie
- Aan mijne medeburgers, 1945 (naoorlogse verdediging van Motteux).